# Strauss (companie)
Strauss (fostă Strauss-Elite) este o companie internațională din industria alimentară, cu sediul în Israel.
Grupul a rezultat în urma fuziunii, în 2004, a companiei Strauss, cu activități în industria alimentară, cu grupul israelian Elite, grupul fiind redenumit în Strauss în anul 2007.
Compania produce cafea, băuturi pe bază de lapte, sucuri de fructe, precum și snacks-uri și dulciuri.
Grupul Strauss este activ pe 5 continente, are un portofoliu de sute de mărci și circa 11.000 de angajați.
Compania ocupă poziția a doua pe piața de cafea din Brazilia și se poziționează drept una dintre primele 7 companii din lume specializate în cafea.
De asemenea este cea mai mare companie pe piața de cafea din Europa Centrală și de Est.
Strauss activează pe piața cafelei de peste 80 de ani și este prezent în 13 țări.
În anul 2007, compania a înregistrat venituri de 4,2 miliarde euro.

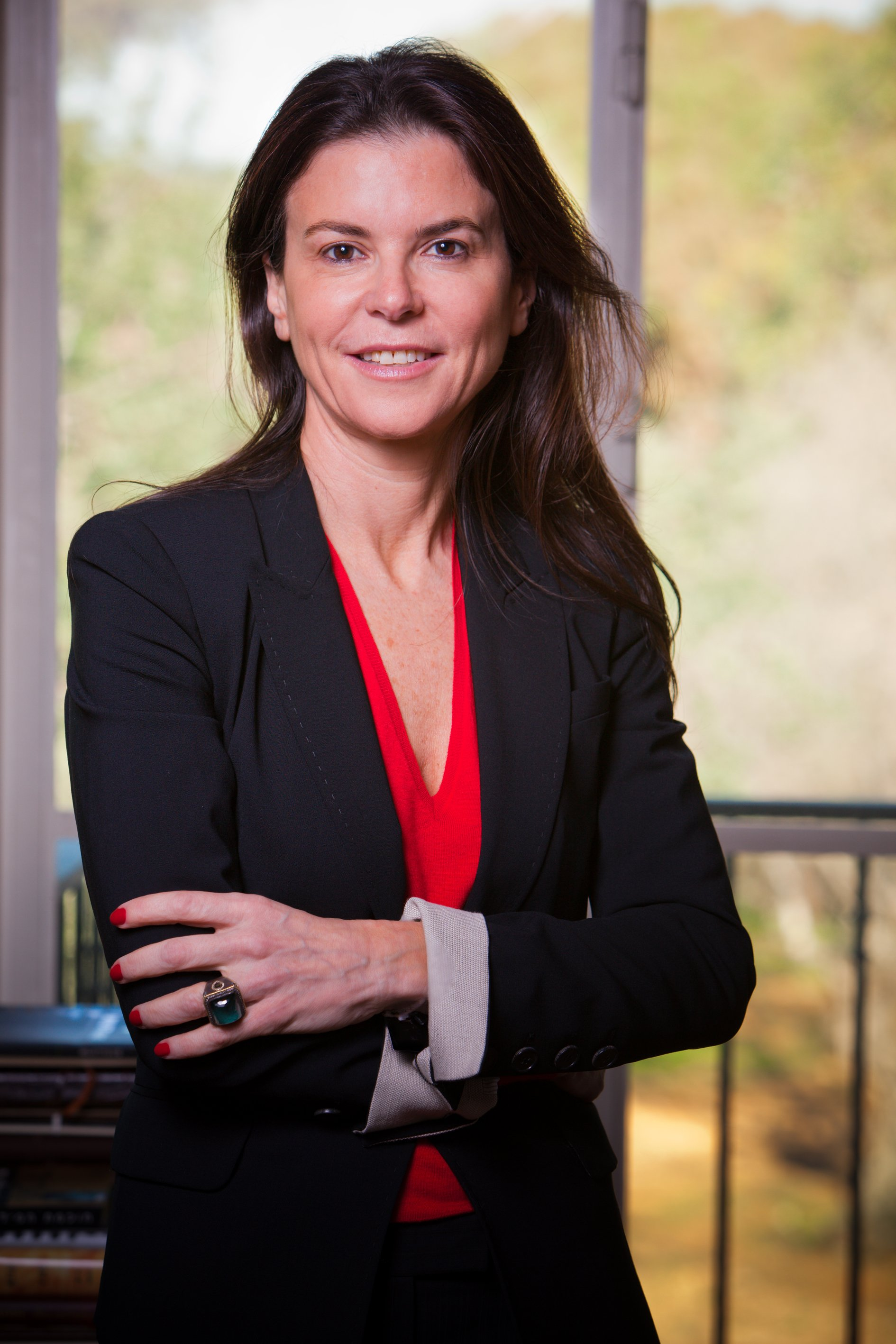
Ofra Strauss.

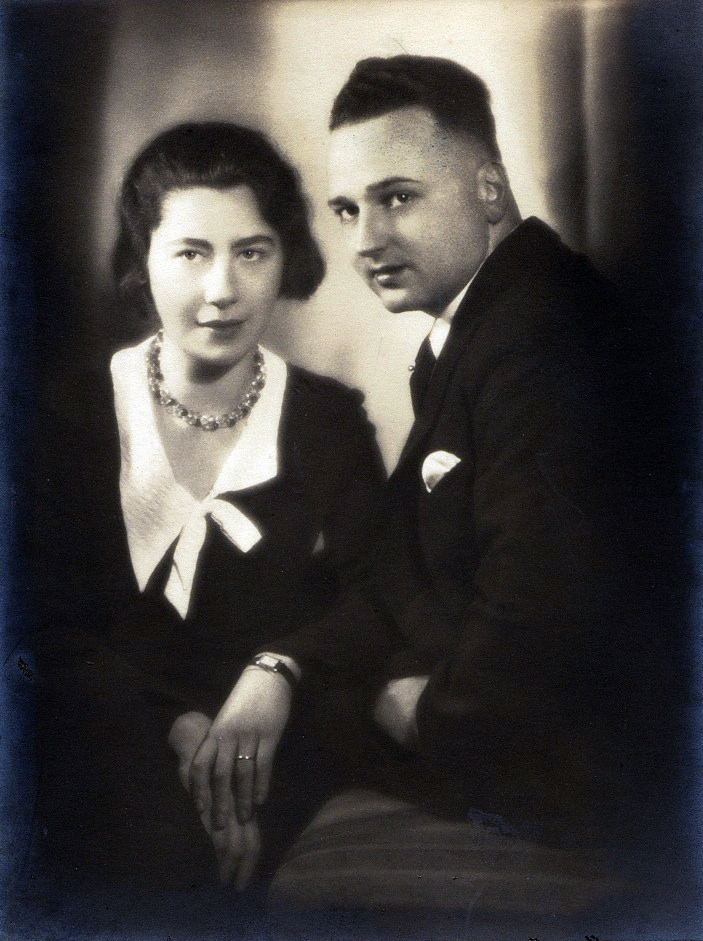
Richard și Hilda Strauss

## Strauss în România
Compania este prezentă și în România, unde deținea o cotă de 33% din piața de cafea în august 2008, cu brandurile Elite și Selected.
Este cel mai mare jucător de pe piața autohtonă a cafelei, iar în anul 2008 a lansat și lanțul de cafenele Doncafe Brasserie&Espresso Bar.
Brandul DonCafe a fost cumpărat de grupul Strauss în mai 2008 de la compania italiană Doncafe.
Elite România a fost înființată în anul 1995, când a investit în construcția unei fabrici de procesare a cafelei în București.
Cifra de afaceri:
- 2008: 75,4 milioane euro[5]
- 2007: 79,7 milioane euro[4]
- 2006: 71,7 milioane euro[8]